# 皇后博物馆
|  |

皇后博物馆（英語：Queens Museum），旧称皇后藝術博物館（英語：Queens Museum of Art）是在美國紐約市皇后區的主要博物館。1972年成立，常簡稱為QMA。在紐約華人經常簡稱其為「皇后美術館」或「皇后區美術館」。

## 历史
此博物館成立是基於1964年紐約世界博覽會的展品收藏所成立的。當時這個博覽會是第二屆舉辦，舉行地點在法拉盛草原公園（由有｢紐約建築大師」之稱的羅伯·摩斯設計，也是第一屆世界博覽會的場地。）
此博物館有相當多重要的典藏品，除了繪畫之外，亦有現代攝影等。知名的收藏中，有數個在不同時代中，紐約市縮小比例模型。以及珠寶設計師蒂芬尼的作品Neustadt Collection of Tiffany Art。1994年曾委託設計師Rafael Viñoly重新設計內部展場。

## 外部連結
- 皇后區藝術博物館－官方網站

1. ↑   [建筑历史]. 皇后博物馆.   [2015-05-02]. （原始内容存档于2015-04-26） （英语）.
2. ↑   [皇后博物馆：关于]. 艺术信息（ARTINFO）. 2008  [2008-07-29] （英语）.
3. ↑   [皇后博物馆的新馆长是利物浦双年展的莎莉·塔兰特]. 艺术新闻. 2018-11-04  [2018-11-05]. （原始内容存档于2018-11-05） （英语）.